# Хернинг (велоклуб)
Велосипедный клуб Хернинга (дат. Herning Cykle Klub, Herning CK, HCK) — датский любительский велосипедный клуб, расположенный в городе Хернинг.

## История клуба
Велоклуб Хернинга был основан 11 апреля 1937 года по инициативе Э. В. Йохансена, с Поулом Шмидтом в качестве председателя. Однако, история Хернинга как велосипедного города уходит корнями ещё дальше. Уже в 1880-х годах Хернинг упоминался в связи с велосипедными гонками.
Ряд лучших датских профессиональных гонщиков, включая победителя Тур де Франс 1996 года Бьярне Рийса, являются выходцами из Herning CK, а профессиональная команда UCI ProTour, Team CSC была создана из элитной команды Herning CK.
Клуб Herning Cykel Klub воспитал многих датских велосипедистов, включая Пера Педерсена, Алекса Педерсена и многих других.
Клуб часто побеждает в гонках, в которых принимает участие, а город Хернинг становится всё более и более велосипедным городом. Здесь существует традиция ежегодной гонки, которая проводится в Хернингсгадере. Большая заслуга в этом принадлежит клубу Herning Cykel Klub, который также участвует в гонках.
С 2018 года у клуба есть своя команда, имеющая статус DCU Elite Team, которая выступает под названием CeramicSpeed Herning CK Elite. Ранее клуб был совладельцем континентальной команды UCI, Team Virtu Cycling.

## CeramicSpeed Herning CK Junior

### Сезон 2024 года
| Состав 2024                | Состав 2024      | Состав 2024                                    | Состав 2024 |
| Гонщик                     | Дата рождения    | Предыдущая команда                             |             |
| -------------------------- | ---------------- | ---------------------------------------------- | ----------- |
| Nicholas Birkholm Nyegaard | 25 января 2006   | Roskilde Cykle Ring (2022)                     |             |
| Noah Bøge                  | 18 сентября 2006 | Vifra Kvickly Odder Junior (2023)              |             |
| Hector Damgaard            | 9 апреля 2006    | Holstebro Cykle Club (2023)                    |             |
| Frederik Dupont Hougaard   | 1 марта 2006     | Randers Cykleklub (2022)                       |             |
| Mathias Rimm Jeppesen      | 21 ноября 2006   | Team NPV-Carl Ras Roskilde Junior (2023)       |             |
| Mads Bertram Kristensen    | 4 апреля 2006    | Cykling Odense (2022)                          |             |
| Carl Emil Just Pedersen    | 16 января 2006   | Herning Cykle Klub (2022)                      |             |
| Karl-Aksel Tilly           | 24 ноября 2006   | Herning Cykle Klub (2022)                      |             |
| Lucas Rask Winther         | 10 декабря 2006  | Team Aalborg Talent-Sparekassen Danmark (2023) |             |
|                            |                  |                                                |             |
| Источник: ProCyclingStats  |                  |                                                |             |

| Победы | Победы | Победы | Победы     | Победы | Победы |
| Дата   | Гонка  | Кат.   | Победитель |        |        |
| ------ | ------ | ------ | ---------- | ------ | ------ |